# Oumagadoki Zoo
Oumagadoki Zoo (яп. 逢魔ヶ刻動物園) — манга, написанная и проиллюстрированная Кохэем Хорикоси. Она публиковалась в еженедельном журнале Weekly Shonen Jump с июля 2010 по апрель 2011 года. Главы собраны в 5 танкобона.

## Сюжет
Хана Аой — обычная старшеклассница, просто немного неуклюжая, за что ее называют «бесполезной». Но Хана хочет изменить себя и в качестве первого шага решает найти временную работу. Она любит животных и мечтает о работе, где бы ей удалось проводить с ними весь день. Поэтому, когда она видит объявление о найме на работу в местный зоопарк, то, разумеется, сразу решается на собеседование. Для Ханы, пришедшей туда впервые, все кажется нормальным, но это только до тех пор, пока она не встретила директора. Он был проклят призрачным кроликом и получил тело кролика. Чтобы вернуть свое первоначальное тело, он должен показать, что действительно заботится о животных, собрав всех животных со всего мира и создав свой собственный популярный зоопарк.

## Медиа

### Манга

#### Список томов
| №  | Дата публикации | ISBN                   |
| -- | --------------- | ---------------------- |
| 01 | 4 ноября 2010   | ISBN 978-4-08-870131-8 |
| 02 | 29 декабря 2010 | ISBN 978-4-08-870167-7 |
| 03 | 4 Марта 2011    | ISBN 978-4-08-870195-0 |
| 04 | 3 Июня 2011     | ISBN 978-4-08-870226-1 |
| 05 | 4 Августа 2011  | ISBN 978-4-08-870275-9 |